# Motor

Čtyřdobý spalovací motor

Motor je v technice typ stroje, který mění jiné druhy energie na mechanickou práci. Motor lze zařadit do kategorie podle dvou kritérií: formy energie, kterou přijímá za účelem vytvoření pohybu, a typu pohybu, který vydává. Nejobvyklejší druhy motorů vytvářejí rotační pohyb, ale existuje i lineární motor nebo oscilační motor. Motory jsou obvykle součástí a pohonnou jednotkou komplexnějších strojů.

## Dělení motorů

### Podle druhu vytvářeného pohybu
- Rotační motor
- Lineární motor
- Oscilační motor

### Podle zdroje energie
- Tepelný motor
  - Parní stroj
  - Spalovací motor
  - Stirlingův motor
  - Spalovací turbína
  - Raketový motor
- Elektromotor
  - Stejnosměrný motor
  - Krokový motor
  - Asynchronní motor
  - Synchronní motor
- Kapalinový motor
  - Hydrostatický motor
  - Hydrodynamický motor
- Pneumatický motor
- Magnetický motor

Existuje mnoho dalších motorů a jejich variant.